# ニーナ・クラギーナ
ニーナ・クラギーナ（ロシア語: Нинель Сергеевна Кулагина, 1926年7月30日 - 1990年4月11日）は、超能力者とされるロシア人女性。超能力者としては旧ソビエト連邦時代の代表的な人物の1人であり、1960年代から1970年代にかけて、世界的な話題となった。ユリ・ゲラーと共に、念動力（精神力で物体を動かす超能力）で代表的な人物とされ、ユリ・ゲラーの登場までは、念動力における第一人者とされていた。

## 経歴
レニングラードで誕生した。第二次世界大戦初期のレニングラード包囲戦で、14歳にして軍隊に志願し、無線師を務めた。後に上級軍曹に昇進、戦闘功労賞とレニングラード防衛記章を受けた。戦中に知り合った男性と結婚し、二児をもうけた。
終戦後の1963年12月、神経症での入院中に、編み物の糸を入れた袋から、中身を見ずに好きな色を取り出すことができた。クラギーナの能力が公式に記録されているのはこの1963年末の出来事だが、それ以前にも、幼少時に霊感などの不思議な能力があった、戦中に負傷者に手を当てて症状を改善させた、などの逸話もあった。
レニングラード大学の心理学者であるレオニード・ワシリーエフ（1891年 - 1966年）がこれに着目したことで、レニングラード大で、クラギーナの超能力の実験が開始された。この実験では、クラギーナが手をかざすだけでコンパスの針や、小さな物体を動かしたことが記録された。1968年には、この実験の模様がAP通信モスクワ支局を通じて、世界的に報じられた。実験中のクラギーナの頭のそばにある感光板が感光していたり、能力を発揮している最中のクラギーナの皮膚が高熱で火傷を負った、クラギーナに腕をつかまれた者が強い熱と痛みを感じた、生きたカエルの心臓を停止させた、などの報告もあった。
クラギーナの能力の発揮には大変な集中力を必要とすることが特徴であり、実験中は脈拍が180から250まで上昇し、体重が200グラムから2キログラムも減り、実験の後は一時的に喋ることができなくなり、数日にわたって足の痛みや眩暈に見舞われ、眠ることができなくなることもあった。こうした影響からか、クラギーナは1977年に心臓発作を起こし、それを境に公の場から姿を消した。1990年4月11日に、心臓発作により63歳で死去した。
その後もインターネット上には、テーブルの上に手をかざすだけでマッチ箱やタバコなどの小物を動かすなど、クラギーナの能力を示す動画が多く流されている。

## 懐疑的な意見
1968年に、ソビエト連邦共産党機関紙『プラウダ』に、クラギーナをペテン師とする記事が掲載された。内容は、クラギーナの能力は目に見えないほど細い糸を使ったトリックだとするものであった。他にも、クラギーナが糸によるトリックを用いていると主張する懐疑論者たちもいた。
ロシアの度量計測協会によれば、クラギーナの身の回りで磁力の増加が測定されたことで、クラギーナが磁石を隠し持っている可能性も示唆されたが、磁石自体は発見されることはなかった。また、集中力として実験に長時間をかけたこと、クラギーナの体調に合わせて実験過程が調整されたこともあり、これらをトリックの可能性の一つとする意見もある。
1986年から1987年と二度にわたり、ソ連司法省の雑誌『法と人間』で、クラギーナを詐欺師とする記事が掲載された。クラギーナはこれを名誉棄損として訴え、戦中の戦友や科学者たちが証言した末に、『法と人間』はクラギーナの能力がトリックであることを立証できずに、1987年末に裁判で敗訴、控訴も棄却された。